# Ampelocissus schimperiana
Ampelocissus schimperiana là một loài thực vật hai lá mầm trong họ Nho. Loài này được (Hochst. ex A.Rich.) Planch. miêu tả khoa học đầu tiên năm 1885.